# Transporte metropolitano de Burgos
El Transporte metropolitano de Burgos es un sistema de transporte de autobuses que conecta la ciudad de Burgos con 37 municipios de su área metropolitana.
Mueve una media de 200.000 usuarios anuales en nueve líneas.

## Historia
Surgió a través de un acuerdo entre Consejería de Fomento de la Junta de Castilla y León, Fecal Bus y los alcaldes de los municipios implicados. Se organizaron un total de nueve rutas de transporte metropolitano que garantizan la movilidad de unos 20.000 habitantes de municipios del Alfoz de Burgos.
De esta forma se evita la congestión del tráfico y se permite el acercamiento de estos municipios a bienes de interés general como los sanitarios o culturales. Empezó a funcionar en julio de 2007.
Durante 2014 registró 96.642 viajeros en más de 15.000 expediciones. En total, acumula 700.000 usuarios desde sus inicios. Se está estudiando la mejora de indicaciones en paradas así como el billete combinado con autobús urbano.

## Municipios
Presta servicio en un total de 53 localidades de 26 municipios del alfoz de Burgos, que suman 195.000 habitantes.
Burgos, Albillos, Alfoz de Quintanadueñas, Arcos de la Llana, Carcedo de Burgos, Cardeñadijo, Cogollos, Cardeñajimeno, Castrillo del Val, Cavia (Burgos), Cogollos, Ibeas de Juarros, Merindad de Río Ubierna, Modúbar de la Emparedada, Quintanilla de Vivar, Revillarruz, Saldaña de Burgos, San Medel, Sarracín, Sotragero, Villagonzalo Pedernales, Villalbilla de Burgos, Villariezo y Villayerno Morquillas.

## Rutas
Las rutas ofrecidas y sus correspondientes empresas son las siguientes:
| Línea | Recorrido                                                     | Operador                               |
| ----- | ------------------------------------------------------------- | -------------------------------------- |
| M-1   | Burgos-Villariezo-Arcos-Villagonzalo Pedernales               | Autobuses de Castilla                  |
| M-2   | Burgos-Albillos-Cayuela-Cavia-Buniel-San Mamés                | Automóviles Soto y Alonso              |
| M-3   | Burgos-Villalbilla de Burgos                                  | El Noroeste de Burgos/ Autobuses Amaya |
| M-4   | Burgos-Quintanadueñas-Sotragero-Villarmero                    | Autobuses del Pisuerga                 |
| M-5   | Burgos-Quintanilla Vivar-Sotopalacios-Quintanaortuño -Ubierna | ALSA                                   |
| M-6   | Burgos-Villayerno Morquillas-Hurones-Riocerezo                | Automóviles Soto y Alonso              |
| M-7   | Burgos-San Medel-Los Tomillares-Ibeas de Juarros              | ALSA                                   |
| M-8   | Burgos-Cardeñajimeno-Castrillo del Val                        | Autocares Arceredillo                  |
| M-8   | Burgos-Cardeñadijo-Carcedo de Burgos                          | Autocares Arceredillo                  |
| M-9   | Burgos-Sarracín-Saldaña-Modúbar-Revillarruz                   | Autocares Arceredillo                  |

## Tarifas
El coste de un billete sencillo es de 1,60 € (2015).
Pueden adquirirse en la estación de autobuses de Burgos, la cual es también nodo principal de transporte del sistema.
En 2011, entró en servicio el sistema de pago de tarjetas sin contacto, que fijará el precio del billete en 0,50 €.

### Bonos
Los Bonos, de 20 o 40 viajes, pueden solicitarse en las taquillas de la estación de autobuses de Burgos y, en algunos casos, a los conductores de los vehículos que prestan estos servicios.
Mediante estos bonos, el precio se rebaja hasta los 0,85 € por viaje.

## Enlaces
- Página informativa de la Junta de Castilla y León
- Burgos en Bus Consulta de líneas, horarios y descarga de mapa e información.

- Datos: Q6151768